# George Godley
George Godley (31 octobre 1857 - 20 juillet 1941) est un policier britannique de l'époque victorienne impliqué dans la traque de Jack l'Éventreur en 1888

## Biographie
Né à East Grinstead dans le Sussex en 1857, Godley est le troisième des 11 enfants de George Godley (1829-1900), scieur, et d'Elizabeth (née Howard en 1830). Comme son père, il travaille d'abord comme scieur. Il rejoint ensuite la police métropolitaine le 26 février 1877 et reçoit le matricule 61230. Au moment des meurtres de Whitechapel en 1888, il est sergent dans la division J de Londres (Bethnal Green). Il est transféré à la division H (Whitechapel) où il aide l'inspecteur Frederick Abberline dans la recherche du tueur. Le Times du 12 novembre 1888 rapporte :
« Depuis les meurtres de Berner Street , St. Georges et Mitre Square (en), Aldgate, le 30 septembre, les inspecteurs-détectives Reid, Moore et Nairn, ainsi que les sergents Thick, Godley, M'Carthy et Pearce ont été constamment engagés, sous la direction de l'inspecteur Abberline (Scotland Yard), dans les enquêtes, mais malheureusement jusqu'à présent sans aucun résultat pratique. Comme exemple de l'ampleur de leur travail, chaque officier a dû faire, en moyenne, au cours des six dernières semaines. une trentaine d'enquêtes distinctes par semaine dans différentes parties de la métropole et de la banlieue. Depuis les deux meurtres mentionnés ci-dessus, pas moins de 1 400 lettres relatives aux tragédies ont été reçues par la police, et bien que la plus grande partie se sont révélées insignifiantes et même ridicules, chacune d'elles a fait l'objet d'une enquête approfondie. Samedi (10 novembre), de nombreuses autres lettres ont été reçues, et celles-ci font actuellement l'objet d'une enquête. »
Lorsque Godley arrête l'empoisonneur George Chapman en 1902, l'inspecteur Abberline, alors à la retraite, aurait déclaré : « Vous avez enfin attrapé Jack l'Éventreur » ou des propos similaires,.
Godley prend sa retraite le 20 janvier 1908, date à laquelle il est inspecteur dans la division K. Il meurt en juillet 1941 à l'âge de 83 ans.
En 1881, il épouse Emma Adeline Mitchell (1863-1936). Ils ont trois enfants : Albert George Godley (1892-1972), Arthur Godley (né en 1894) et Ella Adeline Godley (née en 1897). Son cousin est Sidney Frank Godley (en) qui a gagné la croix de Victoria durant la Première Guerre mondiale.

## Dans la fiction
Dans la mini-série Jack l'Éventreur de 1988 avec Michael Caine, Godley est joué par Lewis Collins, et dans le film From Hell (2001), le personnage de Peter Godley, joué par Robbie Coltrane, est basé sur George Godley.